# ジョン・ドリュー
ジョン・エドワード・ドリュー (John Edward Drew, 1954年9月30日 - 2022年4月10日) はアメリカ合衆国アラバマ州フェルデンブルグ出身のバスケットボール選手。身長198cm、体重93kg。ポジションはスモールフォワード。NBAのアトランタ・ホークス、ユタ・ジャズで活躍したが、薬物濫用問題に足を取られ、キャリアの最後をNBAからの永久追放という形で迎えた。
J.F.シールズ高校、ガードナー・ウェッブ大学を経て、1974年のNBAドラフトで全体25位指名を受けてアトランタ・ホークスに入団。ドラフト時の評価は決して高くながったが、1年目から即戦力として活躍し、1974-75シーズンは平均18.5得点10.7リバウンド、リーグ1位となるオフェンスリバウンド通算357本の成績を残してオールルーキー1stチームに選出される。2年目の1975-76シーズンには平均21.6得点をあげ、ルー・ハドソンにかわってホークスのエースに昇格し、オールスターにも選ばれた。1976-77シーズンにはキャリアハイとなる平均24.2得点を記録。一時低迷していたホークスもドリューの活躍で1977-78シーズンには5年ぶりにプレーオフに復帰し、1979-80シーズンには50勝に到達した。
ドリューはホークスのエースとしてコート上では素晴らしい活躍を見せていたが、裏ではコカイン中毒という問題を抱えていた。1982-83シーズン前には新人ドミニク・ウィルキンスとの交換でユタ・ジャズにトレードされるが、ドリューはオフにリハビリ施設に入っており、開幕には間に合わず38試合を欠場した。リハビリを終えてコートに戻ってきたドリューは、健康的なバスケットボール選手に戻っているように見えた。成績も平均21.2得点と上々で、翌1983-84シーズンは81試合に出場し、見事にカムバック賞（1986年まであった個人賞）を受賞するが、1985年に再び薬物濫用が発覚。デビッド・スターンがリーグコミッショナーに就任したばかりで、リーグが薬物問題に対して厳しい態度で臨み始めた頃であり、ドリューはリーグから永久追放処分を受ける羽目となった。ドリューは薬物問題により永久追放された初めてのNBA選手となった。追放後はヒューストンに移り、タクシー運転手をしていた。
- NBA通算成績・業績など
  - 739試合出場
  - 15,291得点（平均20.7得点）
  - 5,088リバウンド（平均6.9リバウンド）
  - NBAオールルーキー1stチーム （1975）
  - NBAオールスターゲーム出場 （1976, 1980）